# Волт
 Тази статия е за измерителната единица.  За латинската буква вижте V (латиница).  
Волт (означение V) е производна единица от системата SI за електричен потенциал и напрежение и се определя чрез мощността и силата на тока. Дефинира се чрез отношението:
1 V = 1 W/A,
което означава, че 1 волт е потенциалната разлика между две точки от проводник, между които ток със сила 1 ампер разсейва 1 ват мощност.
Волтът може да се изрази и като джаул енергия за кулон заряд, т.е.
1 V = 1 J/C
Единицата за напрежение е наречена в чест на италианския физик Алесандро Волта, който през 1800 г. е изобретил първия изкуствен химичен източник на електричен ток, т.нар. първичен или галваничен елемент. Наречен е в негова чест „Елемент на Волта“.
В популярните издания на български понякога вместо официално приетото в България международно означение V може да се срещне и означението В (например далекопровод 20 кВ вместо по-правилното 20 kV).
Единицата волт (V) в системата за измерване SI не е основна и се изразява чрез основни единици така:
{\displaystyle {\mbox{V}}={\dfrac {{\mbox{kg}}\cdot {\mbox{m}}^{2}}{{\mbox{A}}\cdot {\mbox{s}}^{3}}}}, където 

V – единицата напрежение; 

kg – масата, изразена с мярката за маса (kg);

m – разстоянието, изразено с мярката за дължина метър (m); 

А – електрическият ток, измерен в ампери (A); 

s – времето, изразено с единицата за време секунда (s).